# Monbéqui
Monbéqui – miejscowość i gmina we Francji, w regionie Oksytania, w departamencie Tarn i Garonna.
Według danych na rok 1990 gminę zamieszkiwały 273 osoby, a gęstość zaludnienia wynosiła 40 osób/km² (wśród 3020 gmin regionu Midi-Pireneje Monbéqui plasuje się na 791. miejscu pod względem liczby ludności, natomiast pod względem powierzchni na miejscu 1339.).

## Zabytki

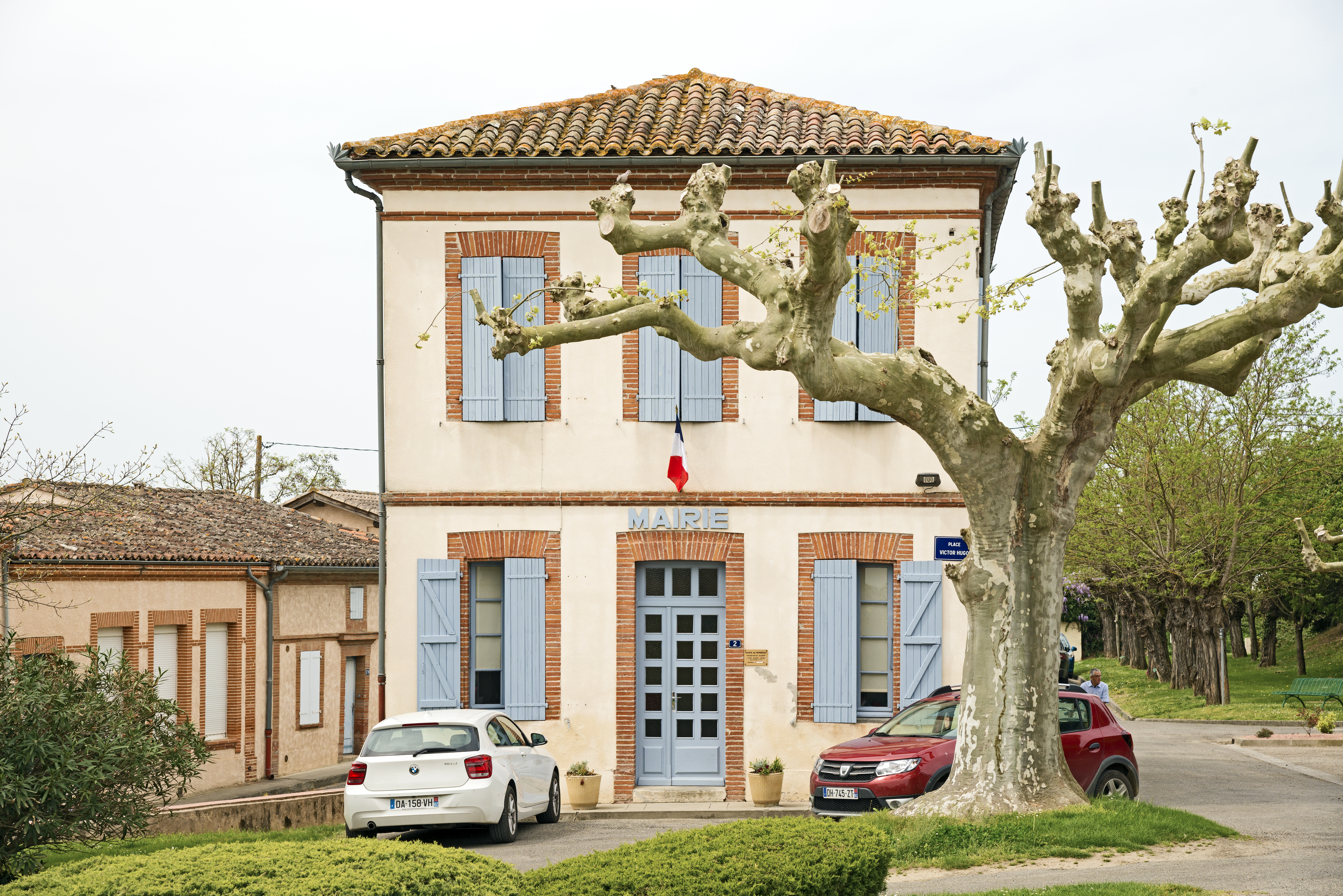
Ratusz
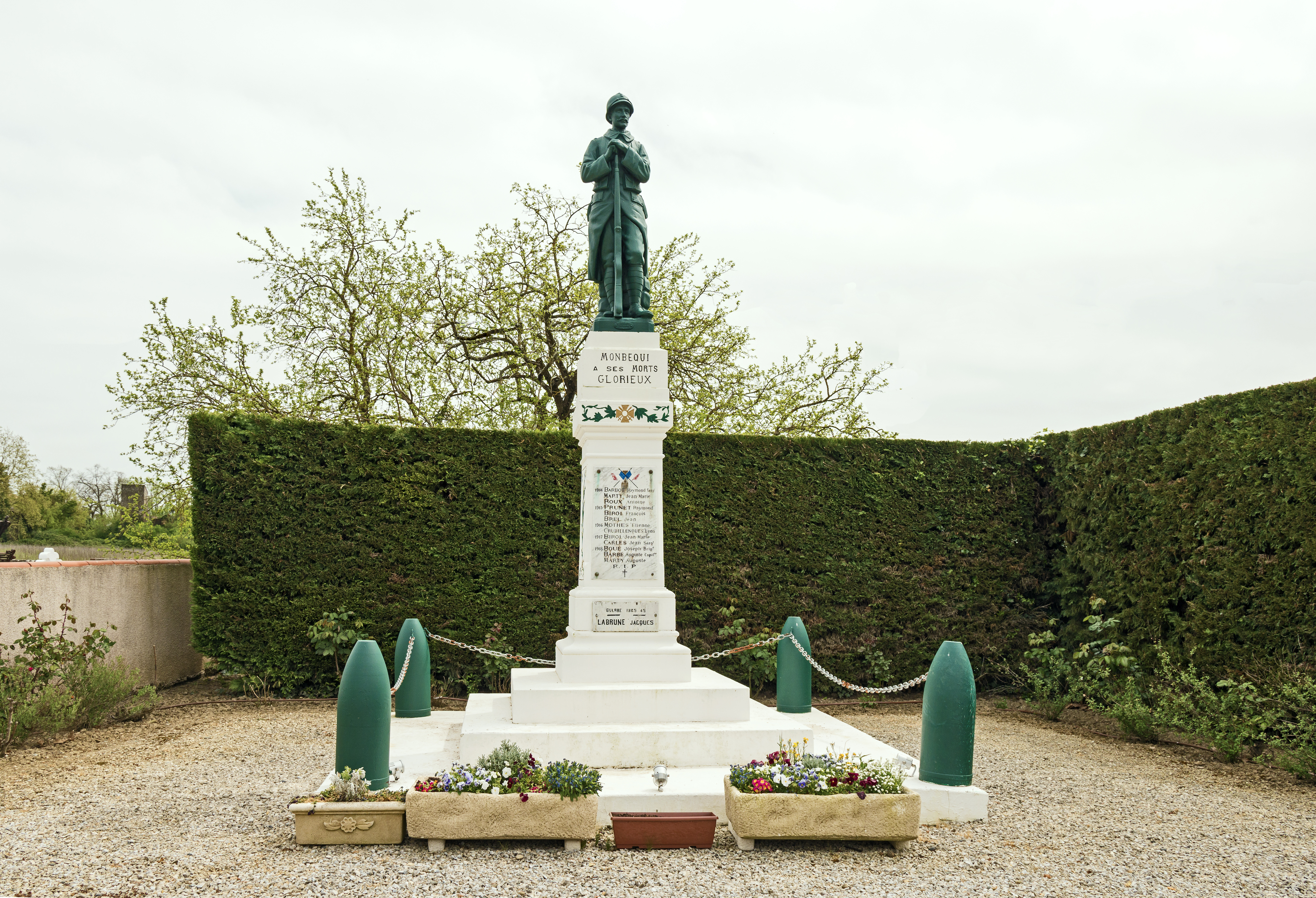
Pomnik wojenny
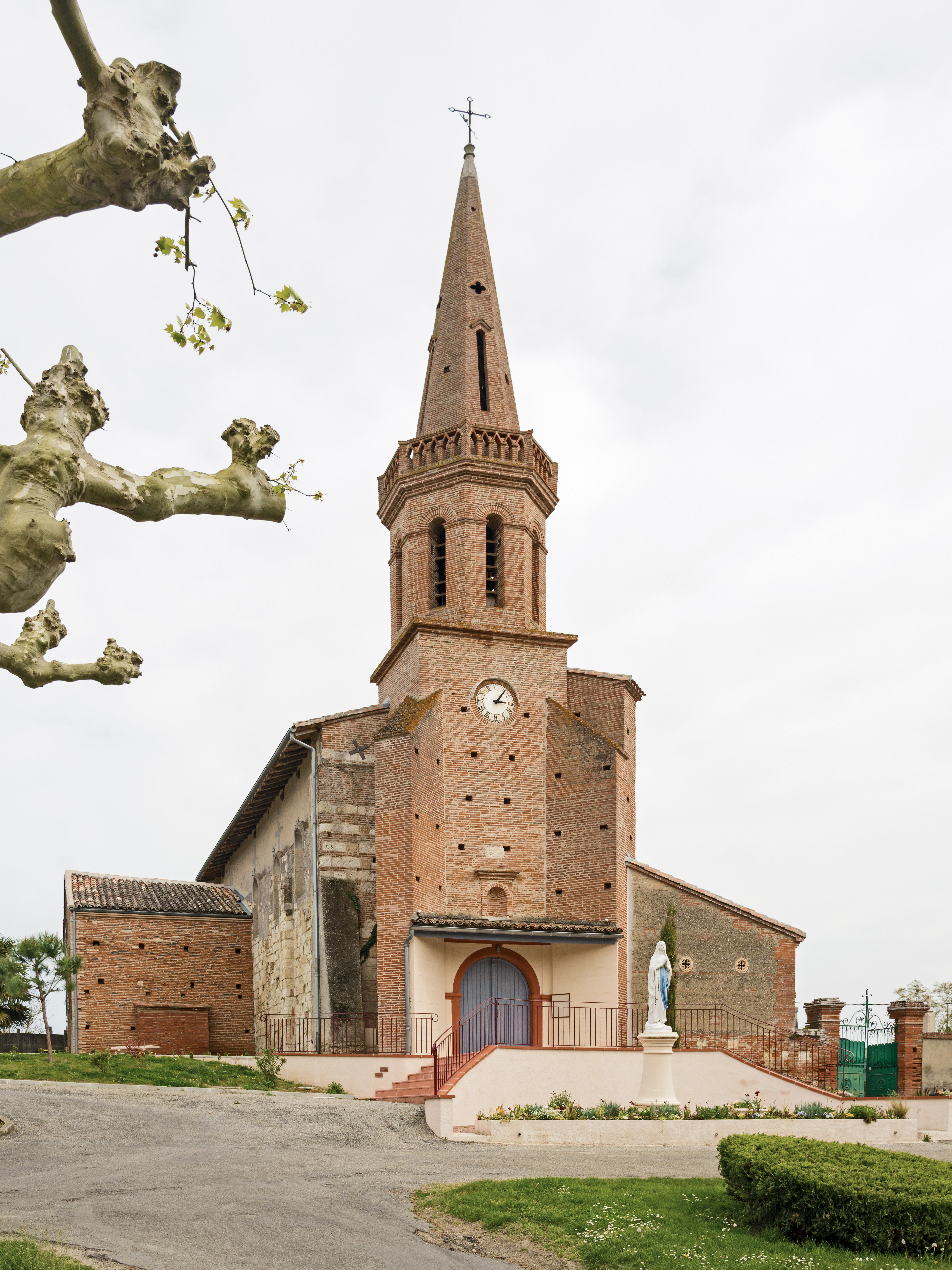
kościół